# Iglesia de la Purificación de María (Salsadella)
La iglesia de la Purificación de María o de la Virgen María de la Candelaria de Salsadella, está situada en el centro de la población. Es la parroquia de la población, templo católico que pertenece al obispado de Tortosa.

## Historia
La iglesia antigua, considerada pequeña y anticuada, fue sustituida por la actual. En 1733 se decide cambiar el diseño existente para realizar un nuevo templo, y en 1736 empiezan las obras dirigidas por Antonio Granjero y José Pau, que acaban en 1756 con la última visura realizada por Pablo Gonel.
Después de los destrozos producidos durante la Guerra Civil, se reconstruye en 1964, gracias a la ayuda de emigrantes salsadellanos residentes en México.
Es un Bien de Relevancia Local con la categoría de Monumento de Interés Local por la Disposición Adicional Quinta de la Ley 5/2007, de 9 de febrero, de la Generalitat Valenciana, del Patrimonio Cultural Valenciano.

## Arquitectura

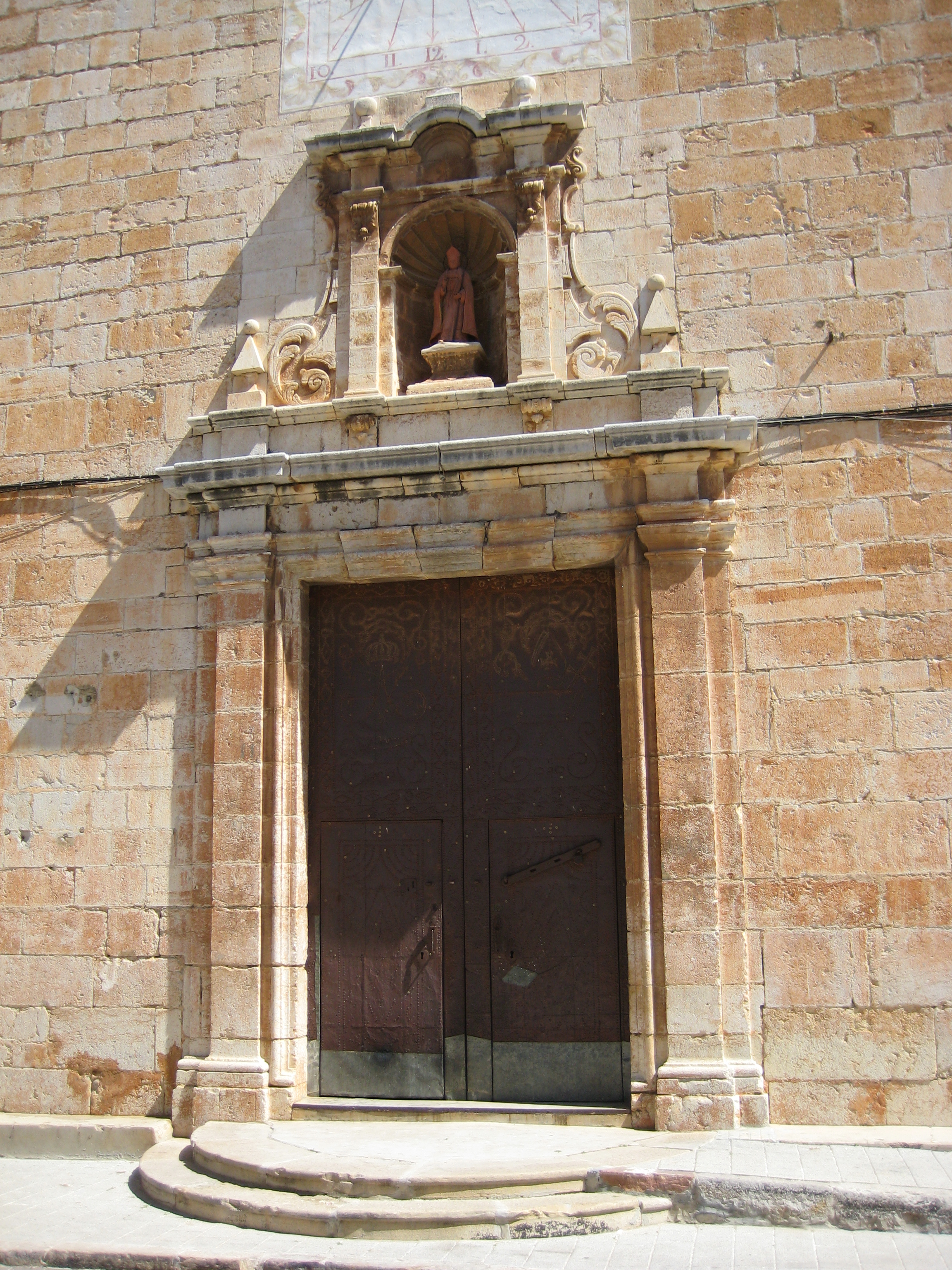
Portada

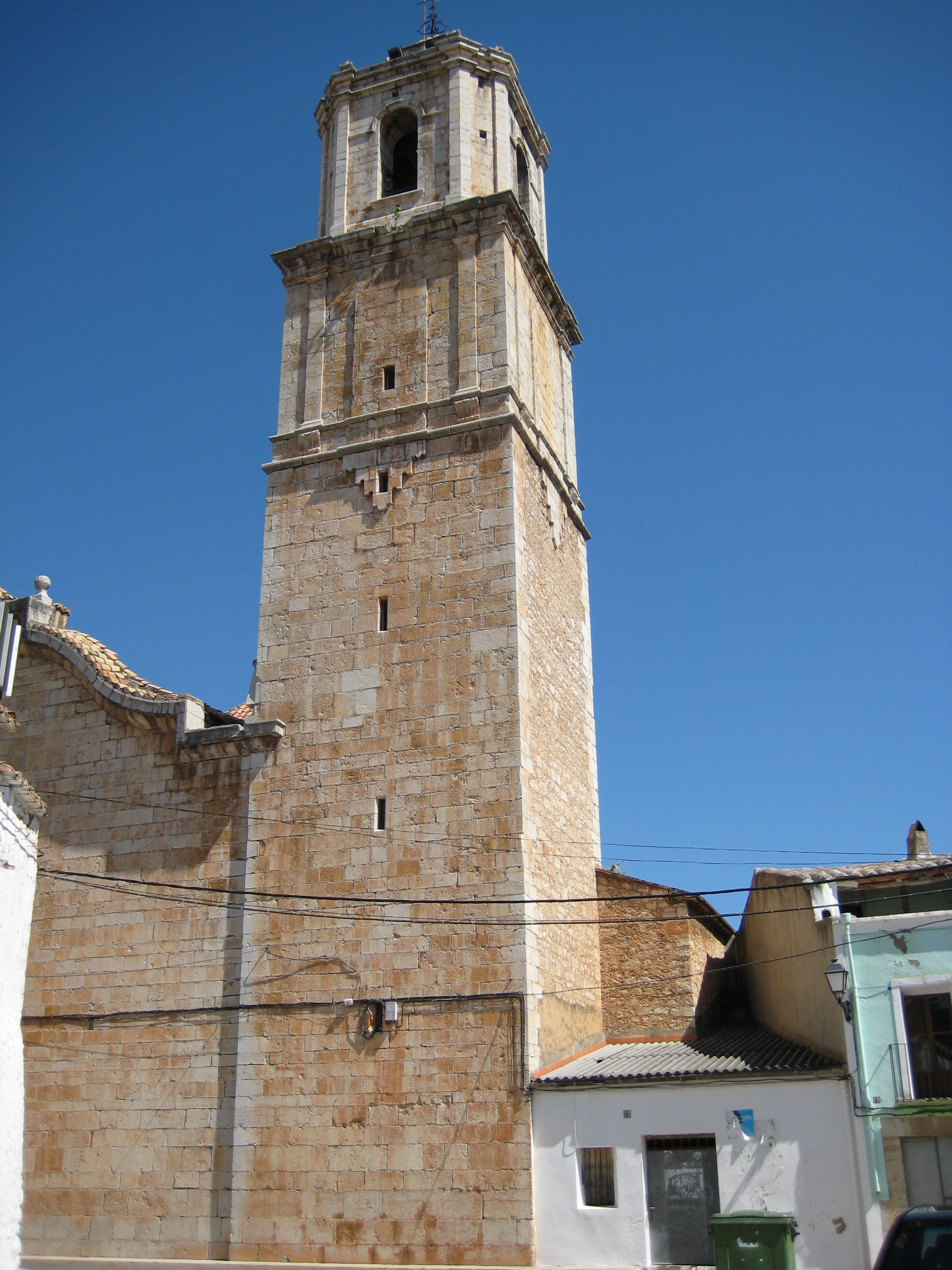
Torre del campanario

Templo de planta de cruz latina, con una nave de tres tramos con capillas laterales comunicadas entre sí, crucero y presbiterio. En la cabecera está la sacristía, y desde la segunda capilla lateral del lado de la Epístola se accede a la capilla de la Comunión. La fábrica es de masonería excepto la fachada y el campanario.
La nave se cubre con bóveda de cañón con lunetos, el crucero, la sacristía y la capilla de la Comunión con cúpula, los brazos del transepto y el presbiterio, con bóveda de cañón, y las capillas laterales, con bóveda vaída. Al exterior, la cubierta a dos aguas, cubre la nave y las capillas laterales, y la cúpula del crucero queda escondida por un tejado de cuatro vertientes.
La fachada principal, a los pies de la iglesia, tiene perfil mixtilíneo, y puerta adosada la torre campanario junto a la Epístola. Este frontis está centrado en una sencilla portada, con apertura de arco de dintel y perímetro moldurado, protegida por pilastras dóricas que soportan un Entablamento, y por arriba, una hornacina apechinada con la imagen del patrón de la población, Sant Blas, enmarcada por pilastras y cubierta por una cornisa mixtilínea. Encima un reloj de sol del siglo XIX, y por sobre, una ventana.
La torre del campanario es de planta cuadrada y tres cuerpos, los dos primeros, macizos con aspilleras, donde el segundo tiene pilastras dóricas y un reloj. El tercer cuerpo, el de las campanas, está achaflanado, con aperturas de medio punto en cada cara. Encima, un pequeño edículo con aperturas en las caras.

## Colección museogràfica parroquial
Lo más importante son las piezas de orfebrería (cálices góticos, reliquiario de Vera Cruz, Cruz procesional de plata con punzón de Valencia, Cruz gótica de cristal de roca, Custodia barroca) y los ornamentos religiosos con bordados de finales del siglo XVI.